# 松戸清裕
松戸 清裕（まつど きよひろ、1967年 - ）は、日本の歴史学者。

## 略歴
千葉県立千葉高校卒業。1990年東京大学文学部西洋史学科卒業。1996年同大学院人文社会系研究科欧米系文化研究専攻西洋史学専門分野博士課程単位修得退学。1996年北海道大学スラブ研究センター研究員。1997年北海学園大学教養部講師。法学部講師、助教授を経て2009年法学部教授。

## 研究
- 西洋史、ソ連史が専門。第二次世界大戦後のソ連における諸政策とその社会的影響を対象とする。学部では歴史学を担当。以前は外国語購読（ロシア語）、西洋政治史も担当していた。大学院では政治史特論等を担当。

## 主な業績
- 『歴史のなかのソ連』 （山川出版社、2005年12月）
- 『ソ連史』（ちくま新書）（筑摩書房、2011年12月）
- 『ソ連という実験　国家が管理する民主主義は可能か』（筑摩選書）（筑摩書房、2017年1月）
- 『ロシア革命とソ連の世紀3　冷戦と平和共存』（岩波書店、2017年8月）